# (262295) Jeffrich
(262295) Jeffrich est un astéroïde de la ceinture principale.

## Description
(262295) Jeffrich est un astéroïde de la ceinture principale. Il fut découvert le 17 septembre 2006 à Mauna Kea par Joseph Masiero. Il présente une orbite caractérisée par un demi-grand axe de 2,45 UA, une excentricité de 0,14 et une inclinaison de 0,7° par rapport à l'écliptique.

## Compléments